# Koki Ogawa
Koki Ogawa (小川 航基, Ogawa Kōki), né le 8 août 1997 à Yokohama au Japon, est un footballeur international japonais qui évolue au poste d'avant-centre au NEC Nimègue.

## Biographie

### En équipe nationale
Avec les moins de 19 ans, il participe au championnat d'Asie des moins de 19 ans en 2016 (en). Lors de cette compétition, il joue six matchs, inscrivant trois buts. Il marque un but lors du premier match face au Yémen, puis est l'auteur d'un doublé contre le Tadjikistan (ru) en quart. Le Japon remporte le tournoi en battant l'Arabie saoudite. Koki Ogawa joue l'intégralité de cette finale.
Avec les moins de 20 ans, il participe à la Coupe du monde des moins de 20 ans en 2017. Lors du mondial junior organisé en Corée du Sud, il joue deux matchs, inscrivant un but contre l'Afrique du Sud.
Hajime Moriyasu le convoque pour la première fois en équipe A pour disputer la phase finale de la coupe d'Asie de l'Est 2019. Sur le banc au cours des rencontres contre la Chine et la Corée du Sud (vainqueur de la compétition), les 10 et 18 décembre 2019, Koki Ogawa connaît néanmoins une titularisation remarquée lors du match face à Hong Kong, le 14 décembre, puisqu'il inscrit un triplé au cours de ce dernier, contribuant ainsi largement à la victoire des siens (5-0) et devenant le premier joueur japonais à réaliser un coup du chapeau pour sa première sélection depuis Sōta Hirayama en 2010. 

## Statistiques

### En club
| Saison                | Club                  | Championnat           | Championnat | Championnat | Championnat | Coupe nationale | Coupe nationale | Coupe nationale | Coupe de la Ligue | Coupe de la Ligue | Coupe de la Ligue | Total | Total | Total |
| Saison                | Club                  | Division              | M.          | B.          | P.d.        | M.              | B.              | P.d.            | M.                | B.                | P.d.              | M.    | B.    | P.d.  |
| 2016                  | Júbilo Iwata          | J1 League             | 0           | 0           | 0           | 1               | 0               | 0               | 2                 | 0                 | 0                 | 3     | 0     | 0     |
| 2017                  | Júbilo Iwata          | J1 League             | 5           | 0           | 0           | 0               | 0               | 0               | 5                 | 4                 | 0                 | 10    | 4     | 0     |
| 2018                  | Júbilo Iwata          | J1 League             | 14          | 2           | 0           | 2               | 1               | 0               | 4                 | 0                 | 2                 | 20    | 3     | 2     |
| 2019                  | Júbilo Iwata          | J1 League             | 5           | 0           | 0           | 0               | 0               | 0               | 5                 | 0                 | 0                 | 10    | 0     | 0     |
| 2020                  | Júbilo Iwata          | J2 League             | 32          | 9           | 2           | -               | -               | -               | -                 | -                 | -                 | 32    | 9     | 2     |
| 2021                  | Júbilo Iwata          | J2 League             | 24          | 1           | 1           | 3               | 4               | 2               | -                 | -                 | -                 | 27    | 5     | 3     |
| Sous-total            | Sous-total            | Sous-total            | 80          | 12          | 3           | 6               | 5               | 2               | 16                | 4                 | 2                 | 102   | 21    | 7     |
| 2019                  | Mito HollyHock (prêt) | J2 League             | 17          | 7           | 2           | 0               | 0               | 0               | 0                 | 0                 | 0                 | 17    | 7     | 2     |
| 2022                  | Yokohama FC           | J2 League             | 41          | 26          | 4           | -               | -               | -               | -                 | -                 | -                 | 41    | 26    | 4     |
| 2023                  | Yokohama FC           | J1 League             | 15          | 6           | 0           | -               | -               | -               | -                 | -                 | -                 | 15    | 6     | 0     |
| Sous-total            | Sous-total            | Sous-total            | 56          | 32          | 4           | 0               | 0               | 0               | 0                 | 0                 | 0                 | 56    | 32    | 4     |
| 2023-2024             | NEC Nimègue (prêt)    | Eredivisie            | 32          | 11          | 1           | 5               | 4               | 0               | -                 | -                 | -                 | 37    | 15    | 1     |
| 2024-2025             | NEC Nimègue           | Eredivisie            | 7           | 2           | 0           | 0               | 0               | 0               | -                 | -                 | -                 | 7     | 2     | 0     |
| Sous-total            | Sous-total            | Sous-total            | 39          | 13          | 1           | 5               | 4               | 0               | -                 | -                 | -                 | 44    | 17    | 1     |
| Total sur la carrière | Total sur la carrière | Total sur la carrière | 192         | 64          | 10          | 11              | 9               | 2               | 16                | 4                 | 2                 | 219   | 77    | 14    |

### En sélection
| Années                | Sélection             | Phases finales             | Phases finales | Phases finales | Phases finales | Éliminatoires | Éliminatoires | Éliminatoires | Éliminatoires | Amicaux | Amicaux | Amicaux | Total | Total | Total |
| Années                | Sélection             | Comp.                      | M.             | B.             | P.d.           | Comp.         | M.            | B.            | P.d.          | M.      | B.      | P.d.    | M.    | B.    | P.d.  |
| --------------------- | --------------------- | -------------------------- | -------------- | -------------- | -------------- | ------------- | ------------- | ------------- | ------------- | ------- | ------- | ------- | ----- | ----- | ----- |
| 2019                  | Japon                 | Coupe d'Asie de l'Est 2019 | 1              | 3              | 0              | -             | -             | -             | -             | -       | -       | -       | 1     | 3     | 0     |
| 2020                  | Japon                 | -                          | -              | -              | -              | -             | -             | -             | -             | -       | -       | -       | 0     | 0     | 0     |
| 2021                  | Japon                 | -                          | -              | -              | -              | CdM 2022      | -             | -             | -             | -       | -       | -       | 0     | 0     | 0     |
| 2022                  | Japon                 | Coupe d'Asie de l'Est 2022 | -              | -              | -              | CdM 2022      | -             | -             | -             | -       | -       | -       | 0     | 0     | 0     |
| 2022                  | Japon                 | Coupe du monde 2022        | -              | -              | -              | CdM 2022      | -             | -             | -             | -       | -       | -       | 0     | 0     | 0     |
| 2023                  | Japon                 | -                          | -              | -              | -              | CdM 2026      | -             | -             | -             | -       | -       | -       | 0     | 0     | 0     |
| 2024                  | Japon                 | Coupe d'Asie 2023          | -              | -              | -              | CdM 2026      | 6             | 4             | 1             | -       | -       | -       | 6     | 4     | 1     |
| Total sur la carrière | Total sur la carrière | Total sur la carrière      | 1              | 3              | 0              | -             | 6             | 4             | 1             | 0       | 0       | 0       | 7     | 7     | 1     |

## Palmarès
- Vainqueur du championnat d'Asie des moins de 19 ans en 2016 (en) avec l'équipe du Japon des moins de 19 ans